# 深部感覚
深部感覚（しんぶかんかく、英: deep sensation, bathyesthesia、独: Tiefenempfindung）は、体の深部にあたる皮膚と内臓の中間領域において、機械的刺激によって起こる感覚をいう。

## 概要
深部感覚は位置覚、運動覚、抵抗覚、重量覚により、体の各部分の位置、運動の状態、体に加わる抵抗、重量を感知する感覚である。深部知覚、深部覚、固有受容性感覚 proprioceptive sense、固有覚ともいわれる。これらの感覚の基礎として存在するのが関節、筋、腱の動きの感覚である。例えば位置覚、運動覚は関節の動きが感知されることで生じる。関節の動きに関連する受容器には関節包のルフィニ小体、関節靭帯のゴルジ受容器がある。筋、腱に存在する受容器は筋紡錘とゴルジ腱器官である。これらの深部受容器からの求心性信号が深部反射を発現させるとともに上行性に大脳皮質感覚中枢へ伝導され、多様な深部感覚が起こる。
関節内にはパチニ小体、自由神経終末が存在するが、パチニ小体は振動受容器のため関節の位置、運動覚には無関係とされ、自由神経終末の機能的意義は明確でない。深部痛覚（深部疼痛、チネル徴候）を深部感覚に含める場合もあり、筋、腱、関節に存在する自由神経終末がこれに関与するという説もある。
平衡感覚は身体内部に存在する内耳迷路によって起こるが深部感覚には含まれず、特殊感覚に属する。また深部感覚と表面領域の感覚である皮膚感覚とをあわせて体性感覚という。

### 深部反射
筋紡錘、腱、関節などの身体内部の受容器を深部受容器といい、ここからの求心信号によって起こる反射を深部反射（英：deep sensation reflex, bathyesthesia、独：Tiefenempfindungsreflex）という。深部反射は、皮膚もしくは表皮の感覚受容器の興奮によって起こる皮膚反射 skin reflex もしくは表皮反射 superficial reflex に対応する反射である。筋紡錘を受容器とする腱反射は深部反射にあたり、皮膚の刺激によって起こる屈筋反射、腹壁反射、バビンスキー反射などは全て皮膚反射である。

### チネル徴候
神経線維再生の過程において、まだ髄鞘に被覆されない軸索の先端部は機械的刺激に対して過敏になる。四肢の表在近くに触れる神経幹内に再生が始まると、皮膚表面を軽く打っても放散性の非常に激しい痛みが発生する。これが時間の経過とともに末梢へ移行する現象をチネル徴候（英: Tinel sign、独: Hoffmann-Tinel-Zeichen、確認者であるフランスの神経科医チネル（Jules Tinel, 1879 - 1952）にちなむ）と呼ぶ。知覚線維は筋線維の伸張反射受容器 stretch receptor を支配し、通常は痛みとは別の知覚を司るが、脱神経後の筋肉内に知覚神経線維が再生する際には深部疼痛 deep pain を発生させる。この疼痛発生時期は、筋肉に運動終末が再形成されて再び収縮が認められるようになる時期に先行するため、筋肉の圧迫痛が強い場合には神経再生の徴候と認められる。軸策の再生が順調に経過する場合、当初は受傷部に強く現れる陽性徴候が次第に弱まって末梢へ移るため、再生速度を知る目安になる。